# Grube Pilot

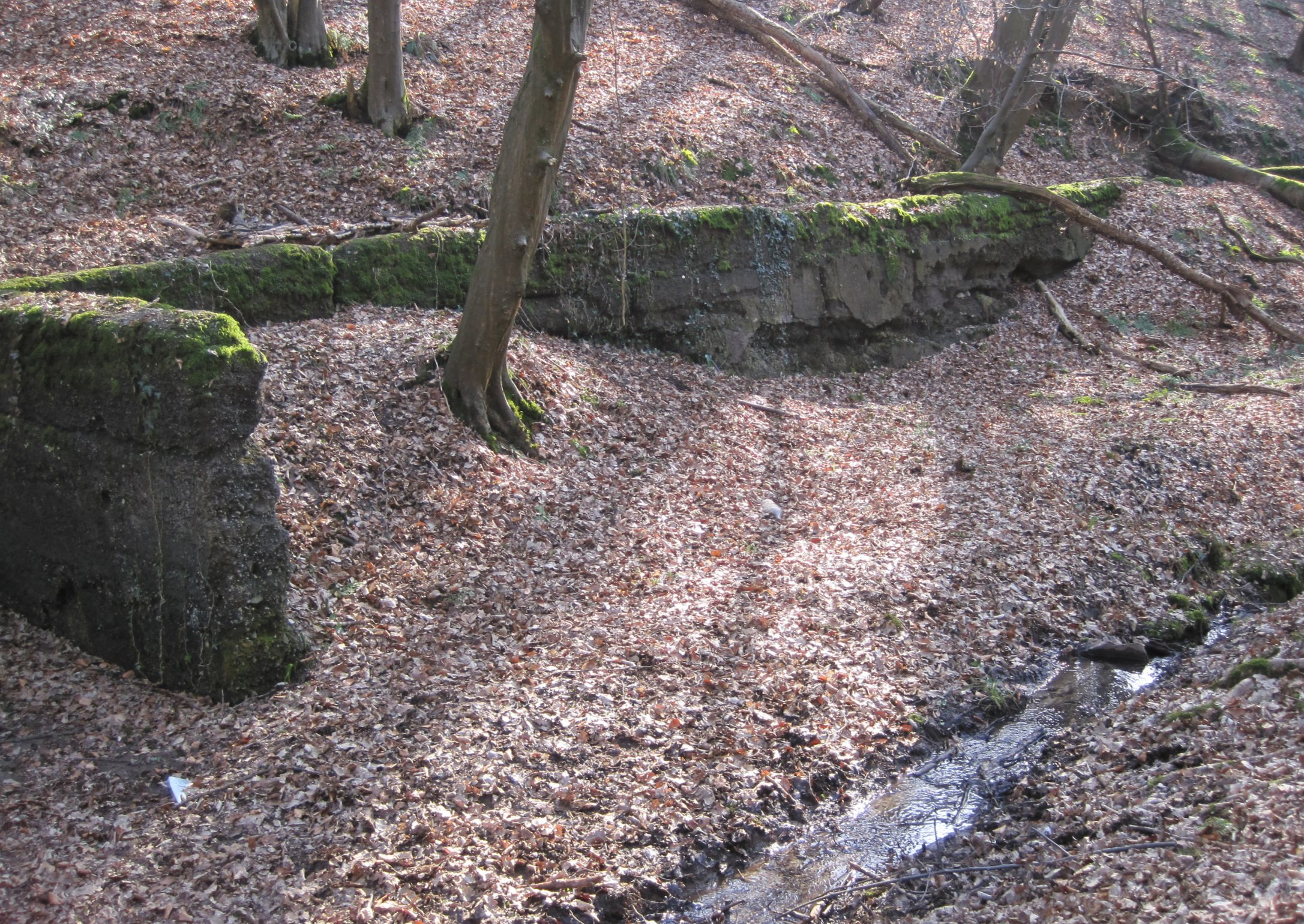
Restfundamente der Erzaufbereitung, Grube Pilot.

Die Grube Pilot ist eine ehemalige Kupfer-, Blei-, Zinkerz-, Schwefelkiesgrube in Lohmar-Wahlscheid im Rhein-Sieg-Kreis in Nordrhein-Westfalen. Die Grube lag im Kirchbachsiefen, südlich von Wahlscheid. 
Grube Pilot ist zugleich ein zur Stadt Lohmar gehörender Wohnplatz.

## Allgemeines
Die Grube Pilot war eine der für das Bergische Land typische Kleingrube, die im 19. und 20. Jahrhundert die Mehrzahl der Bergwerke dieser Gegend ausmachten. Eine ausführliche Darstellung der Geschichte der Grube Pilot in Wahlscheid findet sich in der Publikation "Metallerz-Bergbau im unteren Aggertal". Bei der Wiederinbetriebnahme der Grube in der Mitte des 19. Jahrhunderts stieß man bei den Aufwältigungsarbeiten auf alte Stollen, Schächte und Abbaue, die hier eine Erzgewinnung bereits in früherer Zeit belegen. Von ca. 1854 bis 1866 wurden im Kirchbachsiefen die Bergwerke Schloofköpp (Eigentümer war die Aggertaler Kupferbergbaugesellschaft zu Hannover) und Hortensia (Eigentümer war die Mittelrheinische Kupferbergbaugesellschaft) betrieben. Es wurden einige Tonnen Erze gefördert. Auf beiden Bergwerken erfolgte der Abbau über der Stollensohle und im Tiefbau. Zur Förderung und Wasserhaltung waren Dampfmaschinen installiert. Das Haufwerk von Hortensia wurde in einer der Grube angegliederten Aufbereitungsanstalt verarbeitet. Wegen fallender Metallpreise und fehlender Neuaufschlüsse, kam der Betrieb schließlich zum Erliegen. Von 1906 bis 1917 fand die letzte Betriebsperiode statt. Man untersuchte das Erzvorkommen bis in eine Tiefe von 190 Meter unter der Stollensohle. Nennenswerte Erzvorkommen wurden aber nicht gefunden. Am Hortenisschacht stand ein Fördergerüst, das über eine Dampfmaschine betrieben wurde. Aus der Grube gefördertes Haufwerk wurde in einer Aufbereitungsanlage unterhalb im Kirchbachsiefen verarbeitet. Analysen aus damaliger Zeit haben ergeben, dass in 100 Kilogramm Bleiglanz bis zu 34,5 g Silber enthalten waren. Als Haupteigentümer der Grube wurde damals ein Hauptmann a. D. Hoffmann angeführt, der auf Burg Berwartstein wohnte. 
Nach der Schließung der Grube Pilot diente der Hortensia-Stollen im Zweiten Weltkrieg als Luftschutzstollen für die Zivilbevölkerung. Nach dem Krieg wurden die Stollen teilweise verfüllt und die Stollenmundlöcher zugeschüttet. 
Relikte der Grube Pilot sind noch heute im Kirchbachsiefen sichtbar. Hierzu gehören die in Mauerwerk gefassten Mundlöcher des Hortensia-Stollens und Schloofköpp-Stollens. Von der Aufbereitungsanlage finden sich noch Mauerreste, Maschinefundamente sowie Klärteiche. Neben zwei Gebäuden aus der letzten Betriebszeit, zeugen auch die umfangreichen Abraumhalden vom einstigen Bergbau in dieser Gegend.
- Siehe auch: Liste der Erzgruben im Rhein-Sieg-Kreis

## Heutige Nutzung
Nach langen Vorbereitungen konnte im Mai 2003 das Stollenmundloch freigelegt werden. Das genehmigende Bergamt Düren machte eine fachmännische Aufsicht durch einen Grubensteiger zur Auflage.
Bei den Grabungen wurde ein etwa 3 Meter langer Grubenbau freigelegt. Bei diesem Stollen handelt es sich entweder um ein Sprengstoffmagazin aus dem 19. Jahrhundert oder um einen Versuchsstollen. Nach dem Ende der Grabungen wurde das Stollenmundloch mit einem Bretterverschlag verschlossen, um den Stollen gegen unbefugtes Betreten zu sichern. Durch den ehrenamtlichen Einsatz der Wahlscheider Bürger wurde so ein kurzer Schaustollen hergerichtet. Vor dem Stolleneingang befindet sich eine kleine Schautafel, auf der sich Erläuterungen zum Wahlscheider Erzbergbau befinden.
Dieser Stollen ist aus Sicherheitsgründen 2014 wieder zugeschüttet worden.

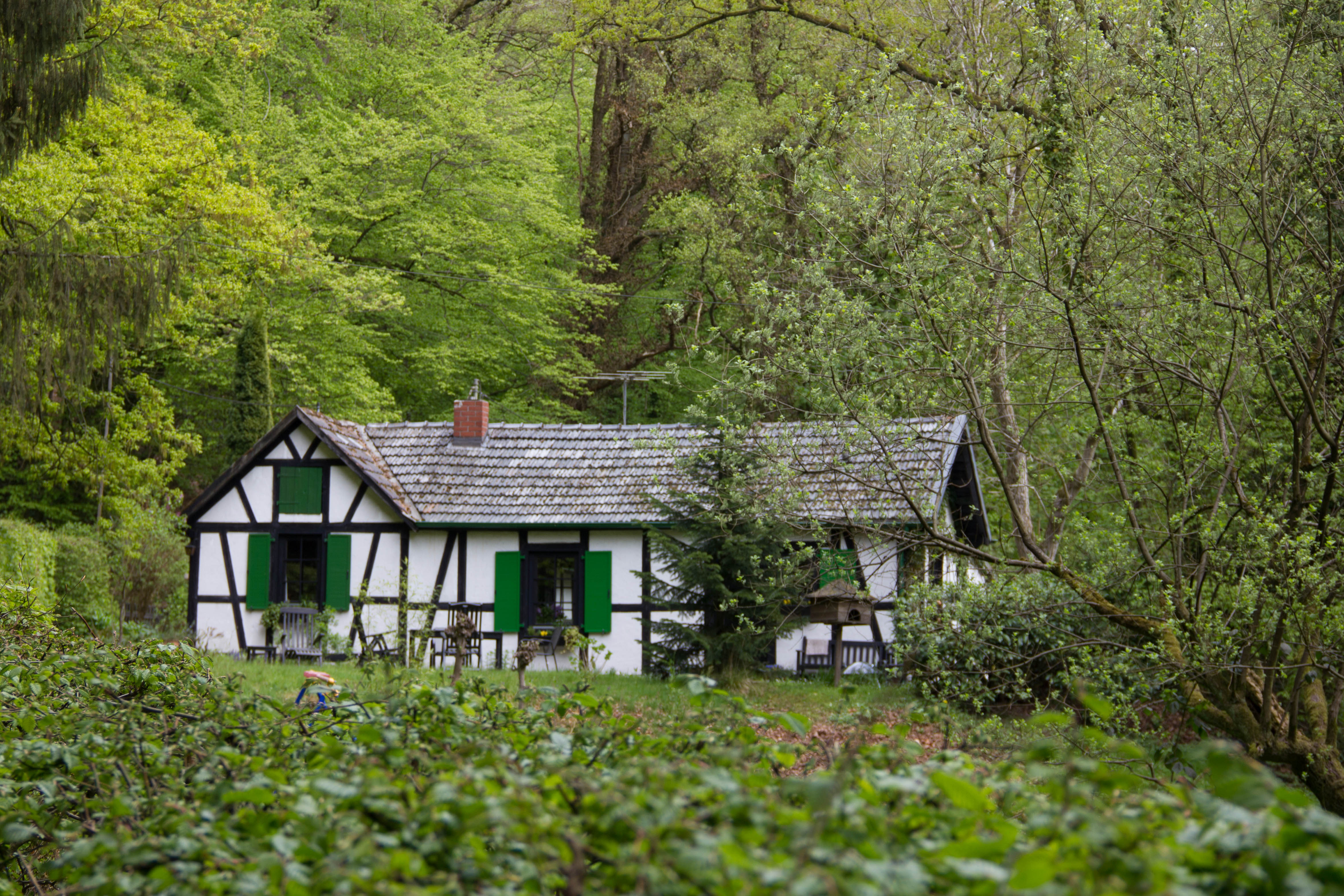
Ehemaliges Maschinenhaus der Grube Pilot im Kirchbachtal

## Sachzeugen
Aus der Bergbauzeit sind noch zwei Gebäude vorhanden, die heute als Wohnhäuser dienen.